# کوه تایو
کوه تایو (به لاتین: Mount Taiwu) یک کوه و تپه در تایوان است که در جینهو واقع شده‌است. کوه تایو ۲۵۳ متر بالاتر از سطح دریا واقع شده‌است.